# Pediatric Cardiology
Pediatric Cardiology is een internationaal, aan collegiale toetsing onderworpen wetenschappelijk tijdschrift op het gebied van de kindercardiologie.
De naam wordt in literatuurverwijzingen meestal afgekort tot Pediatr. Cardiol.
Het wordt uitgegeven door Springer Science+Business Media en verschijnt 8 keer per jaar.
Het eerste nummer verscheen in 1979.